# Eckhard Fasold
Eckhard Fasold (* 10. Mai 1936 in Berlin; † 6. März 2020 in Osnabrück) war ein deutscher Politiker (SPD), der unter anderem als Abgeordneter des Niedersächsischen Landtages wirkte.

## Leben
Fasold begann 1958 ein Pädagogikstudium mit den Fächern Deutsch und Sport in Kiel. Das Zweite Staatsexamen legte er in Osnabrück ab, wo er ab dem Jahr 1971 an der Gesamtschule Schinkel zunächst als Lehrer tätig war, von 1973 bis 1990 wirkte er zudem als ihr Schulleiter. 1981 wurde er in der Stadt Osnabrück Ratsherr und war vom 21. Juni 1990 bis 2003 Mitglied des Niedersächsischen Landtages (12. bis 14. Wahlperiode). Bis 2001 fungierte er als schulpolitischer Sprecher der SPD-Landtagsfraktion. 
Von 2002 bis 2012 leitete Fasold als ehrenamtlicher Vorsitzender die Evangelischen Stiftungen Osnabrück.
Fasold war verheiratet mit Doris Fasold, geb. Keitel, und hatte drei Söhne.